# Niphotragulus longicollis
Niphotragulus longicollis là một loài bọ cánh cứng trong họ Cerambycidae.